# A541 Birkholm
A541 Birkholm er det første af seks fartøjer i Holm-klassen bygget til Søværnet. Skibet er bygget på Danish Yacht i Skagen og er opkaldt efter den sydfynske moræneø Birkholm. Skibet er udrustet som et søopmålingsfartøj, der med et avanceret flerstråleekkolod er i stand til at opbygge et nøjagtigt billede af havbunden til brug i blandt andet søkort. Skibet er malet i farverne orangerød og creme for at markere at skibet udfører primært civile opgaver frem for militære.
Birkholm har været brugt til at lave søopmåling i farvande omkring Grønland der aldrig tidligere har været opmålt.